# As We Fight
As We Fight is een metalcoreband uit Denemarken.

## Bandleden

### Huidige bezetting
- Jason Campbell - Zanger
- Martin Goltermann - Gitarist
- Martin Olsen - Gitarist
- Soren Hvidt - Bassist
- Niels "Niller" Plum - Drummer

## Geschiedenis
As We Fight werd opgericht in juli 2001 in Fredericia, Denemarken. Hun eerste teken van leven was een demo, opgenomen met Tue Madsen in de Antfarm Studio, die in april 2003 uitkwam. Na het spelen van enorm veel shows werden ze dan uiteindelijk in de zomer van 2003 getekend op Goodlife Recordings uit België.
In februari 2004 gingen ze opnieuw de studio in om hun debuut Black Nails And Bloody Wrists op te nemen. Deze plaat kwam uit in april 2004 en zorgde dankzij een hele reeks positieve reviews voor een boost in de naamsbekendheid van de band. Ze speelden daarnaast ook tal van shows.
In 2005 schreef de band voornamelijk songs voor het volgende album, maar daarnaast werd Black Nails And Bloody Wrists ook nog heruitgebracht door het Duitse label Dockyard 1. Daarnaast kregen ze ook nog een prijs voor beste Deense liveband op de Deense metalawards. 
In juli 2006 ging de band in de studio met Jacob Bredahl (Hatesphere) om hun tweede album, getiteld Midnight Tornado, op te nemen. Dit kwam in oktober uit waarna een grote tour volgde met onder andere Caliban en Heaven Shall Burn.

## Discografie
- 2003 - The Darkness of Apocalypse has Fallen Before us (Ep)
- 2004 - Black Nails and Bloody Wrists
- 2006 - Midnight Tornado
- 2009 - Meet Your Maker